# Верхня Краснянка
Верхня Краснянка — селище в Україні, у Молодогвардійській міській громаді Луганського району Луганської області. Населення становить 638 осіб. З 2014 року селище є окупованим.
Відповідно до Розпорядження Кабінету Міністрів України від 12 червня 2020 року № 717-р «Про визначення адміністративних центрів та затвердження територій територіальних громад Луганської області» увійшло до складу Молодогвардійської міської громади.

## Географія
Географічні координати: 48°16' пн. ш. 39°30' сх. д. Часовий пояс — UTC+2. Загальна площа селища — 5,52 км².
Селище розташоване у східній частині Донбасу за 5 км від смт Великий Лог. Через селище протікає річка Велика Кам'янка.

## Історія
До 1762 року територія селищ Великий Лог та Верхня Краснянка складалась із 6 хуторів: Тришковський, Дикарьовка, Краснянка, Ждановський, Пересуньки, Нижня Краснянка. Хутори заселялись на початку 1762 року реєстровим козацтвом, пізніше родинами селян, яких обмінював пан Краснянський на мисливських собак із Орловської та Курської губерній.
Маєток пана Краснянського розташовувався в селі Верхня Краснянка.
У 1930 році організовується колгосп «Красний прогрес».
На початку Другої світової війни на фронт пішли 346 жителів села, та після визволення території від німецьких військ — іще 200. Більше 170 осіб загинули.

## Населення
За даними перепису 2001 року населення селища становило 638 осіб, з них 18,81% зазначили рідною мову українську, 80,56% — російську, а 0,63% — іншу.

## Пам'ятки
- Братська могила радянських воїнів (околиця селища).